# The Times
The Times je britanski dnevni državni časnik, ki je pričel izhajati leta 1785 kot The Daily Universal Register.
The Times in sestrski časopis The Sunday Times izdaja podjetje Times Newspapers Limited, ki je v lasti multinacionalke News International. News International pa je popolnoma v lasti skupine News Corporation, pod vodstvom Ruperta Murdocha. Kljub temu da tradicionalno velja za zmerno srednjedesno glasilo in je podprnik konzervativcev, je v splošnih volitvah leta 2001 in 2005 podprlo Delavsko stranko. Tako so po podatkih MORIja leta 2004 bralci časopisa volili sledeče: 40 % za konzervativce, 29 % za liberalne demokrate in 26 % za delavsko stranko.